# Diarthrodes campbelliensis
Diarthrodes campbelliensis är en kräftdjursart som beskrevs av Lang 1948. Diarthrodes campbelliensis ingår i släktet Diarthrodes och familjen Thalestridae. Inga underarter finns listade i Catalogue of Life.